# にうすざんす
『にうすざんす』は、2009年10月4日から2010年3月29日まで、TBS（関東ローカル）で深夜に放送されていた、広報・情報番組である。

## 放送時間
毎週日曜の深夜（月曜未明）に放送。基本放送時間は25:20 - 25:50(JST)であるが、毎月第1・第3日曜日（2009年12月までは毎月第3日曜日の月1回のみ）はドキュメンタリー番組『報道の魂』が編成されるため、30分繰り下がって25:50 - 26:20の放送となる。それ以外の週でも、単発の特番が組まれて放送時間が遅延することもある。

## 内容
日曜日の深夜には以前から『デジ屋台』などの、BS-TBS・TBSチャンネル等のTBSの関連事業及び関連会社の番組・コンテンツ等の広報を兼ねたバラエティ・情報番組が放送されており、その後継枠にあたる。ここ数年の当該広報番組枠はTBSアナウンサーをフィーチャーした内容のものが続いていたが、本番組では久々にタレントを司会に据え、大幅に路線を変更する形となった。
番組は半年で終了し、一連の広報番組枠は水曜深夜の『ツボ娘』に引き継がれる。以降の日曜深夜25:20枠は『報道の魂』（月2回）、『別冊アサ秘ジャーナル』（月1回、最終日曜）、『みんなのえいが』（それ以外の週）の3番組を週替わりで放送することになっている。

## 出演
- スザンヌ
- 相沢まき
- 安東弘樹（TBSアナウンサー）